# Сельцо (селище, Волосовський район)
Сельцо (рос. Сельцо) — селище у Волосовському районі Ленінградської області Російської Федерації.
Населення становить 2182 особи. Належить до муніципального утворення Клопицьке сільське поселення.

## Історія
Від 1 серпня 1927 року належить до Ленінградської області.

## Населення
| 2007 | 2010  | 2017  |
| ---- | ----- | ----- |
| 1731 | ↗2066 | ↗2182 |